# Giovanna I di Borgogna
Giovanna di Hohenstaufen (1191 – Besançon, 1205) fu Contessa di Borgogna dall'età di nove anni circa sino alla morte.

## Origine
Era la figlia primogenita del Conte di Borgogna e, per un breve periodo anche conte di Lussemburgo, Ottone I e della moglie (il matrimonio viene confermato dal Historiens occidentaux II, Historia Rerum in partibus transmarinis gestarum ("L'estoire de Eracles Empereur et la conqueste de la terre d'Outremer"), Continuator) Margherita di Blois (1170-1230), che, come si apprende dal documento n° XXV degli Archives de la Maison-Dieu de Châteaudun, datato 1183, era figlia del conte di Blois, Châteaudun e Chartres, Tebaldo V e di Alice di Francia, a sua volta figlia del re di Francia Luigi VII e della duchessa d'Aquitania e Guascogna e contessa di Poitiers, Eleonora, come ci conferma la Chronica Albrici Monachi Trium Fontium.
Ottone I di Borgogna era il quarto figlio maschio del re di Germania e imperatore del Sacro Romano Impero, Federico Barbarossa e della contessa di Borgogna, Beatrice di Borgogna, come ci viene confermato dal Historiens occidentaux II, Historia Rerum in partibus transmarinis gestarum ("L'estoire de Eracles Empereur et la conqueste de la terre d'Outremer"), Continuator, che lo cita come terzogenito ancora in vita; anche gli Annales Stadenses confermano che fu il figlio quartogenito di Beatrice di Borgogna, l'unica figlia del conte di Mâcon e conte di Vienne e Conte di Borgogna Rinaldo III, come ci conferma la Continuatio Admuntensis e della moglie (come ci viene confermato dalle Gesta Friderici Imperatoris Ottonis Frisingensis) Agatha di Lorena († dopo il 1148), figlia di Simone I di Lorena, sempre secondo le Gesta Friderici Imperatoris Ottonis Frisingensis e di Adelaide di Lovanio.

## Biografia
Sua madre, Margherita, era al suo secondo matrimonio: infatti nel documento n° 672 degli Recueil de chartes et documents de Saint-Martin-des-Champs, tome III in cui si cita come contessa di Borgogna ricorda anche il suo primo marito: Ugo di Oisy, signore di Montmirail (Hugo de Oysi filius Symonis vicecomitis, olim maritus meus).
Nel 1197, alla morte del suo zio paterno, l'imperatore, Enrico VI, essendo l'erede, il cugino, Federico un bambino di circa tre anni, e non potendo la Germania rimanere senza Re dei Romani, il partito ghibellino pensò subito ai due figli di Federico Barbarossa, ancora in vita: suo padre, Ottone e l'altro suo zio paterno, il fratello minore, duca di Svevia e feudatario dei domini italiani in Toscana, Filippo, che da qualche anno aveva abbandonato la carriera ecclesiastica. Fu scelto Filippo, in quanto Ottone fu considerato troppo inefficiente ed inoltre troppo impegnato nei problemi della sua contea.
Ottone appoggiò lealmente il giovane fratello e fu tra i 26 principi (altri 24 diedero consenso per iscritto) che firmarono la lettera che comunicava al papa di aver legalmente eletto suo fratello, Filippo, in imperatorem Romani solii.
Nel 1200 circa, il padre Ottone I venne assassinato, nella città di Besançon (contea di Borgogna). Giovanna, all'età di circa nove anni, ereditò il titolo di contessa di Borgogna, che governò sotto tutela della madre, Margherita di Blois.
Dopo la morte di suo padre, Ottone, la madre, Margherita, si sposò in terze nozze con Gualtiero d'Avesnes, signore di Guise, come risulta dal  Balduinus de Avennis Genealogia (dominus Galterus filius [Jacobi] primogeniti.....uxore sua Margareta comitatus Blesensis hærede).
Giovanna continuò la politica del padre in appoggio allo zio Federico, e, durante la guerra tra i due re dei Romani, Ottone IV di Brunswick e Filippo di Svevia, la contea di Borgogna si schierò a sostegno di quest'ultimo.
Giovanna morì nel 1205, all'età di circa 14 anni. La sua salma fu inumata nella Cattedrale di Besançon (Franca Contea).
Le succedette la sorella Beatrice (1192-1231), sempre sotto la tutela della madre, Margherita di Blois.

## Discendenza
Di Giovanna non si conosce alcuna discendenza, però, secondo LA SOCIETE SAVOISIENNE D'HISTOIRE ET D'ARCHEOLOGIE si era sposata con un membro della famiglia Candiano, che, tra il IX ed il X secolo, aveva espresso 5 Dogi Veneziani.

## Ascendenza
|                        |                         |                         | Genitori                 |  |  | Nonni |  |  | Bisnonni              |  |  | Trisnonni            |  |
|                        |                         |                         |                          |  |  |       |  |  | Federico II di Svevia |  |  | Federico I di Svevia |  |
|                        |                         |                         |                          |  |  |       |  |  | Federico II di Svevia |  |  | Federico I di Svevia |  |
|                        |                         | Agnese di Waiblingen    |                          |  |  |       |  |  | Federico II di Svevia |  |  |                      |  |
| Federico Barbarossa    |                         |                         |                          |  |  |       |  |  | Federico II di Svevia |  |  |                      |  |
|                        |                         | Giuditta di Baviera     | Enrico IX di Baviera     |  |  |       |  |  |                       |  |  |                      |  |
|                        |                         | Giuditta di Baviera     | Enrico IX di Baviera     |  |  |       |  |  |                       |  |  |                      |  |
|                        |                         | Giuditta di Baviera     | Vulfilda di Sassonia     |  |  |       |  |  |                       |  |  |                      |  |
| Ottone I di Borgogna   |                         | Giuditta di Baviera     |                          |  |  |       |  |  |                       |  |  |                      |  |
|                        |                         | Rinaldo III di Borgogna | Stefano I di Mâcon       |  |  |       |  |  |                       |  |  |                      |  |
|                        |                         | Rinaldo III di Borgogna | Stefano I di Mâcon       |  |  |       |  |  |                       |  |  |                      |  |
|                        |                         | Rinaldo III di Borgogna | Beatrice di Lorena       |  |  |       |  |  |                       |  |  |                      |  |
| Beatrice di Borgogna   |                         | Rinaldo III di Borgogna |                          |  |  |       |  |  |                       |  |  |                      |  |
|                        |                         | Agata di Lorena         | Simone I di Lorena       |  |  |       |  |  |                       |  |  |                      |  |
|                        |                         | Agata di Lorena         | Simone I di Lorena       |  |  |       |  |  |                       |  |  |                      |  |
|                        |                         | Agata di Lorena         | Adelaide di Lovanio      |  |  |       |  |  |                       |  |  |                      |  |
| Giovanna I di Borgogna |                         | Agata di Lorena         |                          |  |  |       |  |  |                       |  |  |                      |  |
|                        | Tebaldo II di Champagne | Stefano II di Blois     |                          |  |  |       |  |  |                       |  |  |                      |  |
|                        | Tebaldo II di Champagne | Stefano II di Blois     |                          |  |  |       |  |  |                       |  |  |                      |  |
|                        | Tebaldo II di Champagne | Adele d'Inghilterra     |                          |  |  |       |  |  |                       |  |  |                      |  |
| Tebaldo V di Blois     | Tebaldo II di Champagne |                         |                          |  |  |       |  |  |                       |  |  |                      |  |
|                        |                         | Matilde di Carinzia     | Enghelberto II d'Istria  |  |  |       |  |  |                       |  |  |                      |  |
|                        |                         | Matilde di Carinzia     | Enghelberto II d'Istria  |  |  |       |  |  |                       |  |  |                      |  |
|                        |                         | Matilde di Carinzia     | Uta di Passau            |  |  |       |  |  |                       |  |  |                      |  |
| Margherita di Blois    |                         | Matilde di Carinzia     |                          |  |  |       |  |  |                       |  |  |                      |  |
|                        |                         | Luigi VII di Francia    | Luigi VI di Francia      |  |  |       |  |  |                       |  |  |                      |  |
|                        |                         | Luigi VII di Francia    | Luigi VI di Francia      |  |  |       |  |  |                       |  |  |                      |  |
|                        |                         | Luigi VII di Francia    | Adelaide di Savoia       |  |  |       |  |  |                       |  |  |                      |  |
| Alice di Francia       |                         | Luigi VII di Francia    |                          |  |  |       |  |  |                       |  |  |                      |  |
|                        |                         | Eleonora d'Aquitania    | Guglielmo X di Aquitania |  |  |       |  |  |                       |  |  |                      |  |
|                        |                         | Eleonora d'Aquitania    | Guglielmo X di Aquitania |  |  |       |  |  |                       |  |  |                      |  |
|                        |                         | Eleonora d'Aquitania    | Aénor di Châtellerault   |  |  |       |  |  |                       |  |  |                      |  |
|                        |                         | Eleonora d'Aquitania    |                          |  |  |       |  |  |                       |  |  |                      |  |

### Fonti primarie
- (LA)  Monumenta Germaniae Historica, Scriptores, tomus IX.
- (LA)  Monumenta Germaniae Historica, Scriptores, tomus XVI.
- (LA)  Monumenta Germaniae Historica, Scriptores, tomus XX.
- (LA)  Monumenta Germaniae Historica, Scriptores, tomus XXIII.
- (FR)  Recueil des historiens des croisades. Historiens occidentaux. Tome II.
- (LA)  Recueil de chartes et documents de Saint-Martin-des-Champs, tome III.
- (LA)  Archives de la Maison-Dieu de Châteaudun.
- (LA)  Recueil des historiens des Gaules et de la France. Tome 13.

### Letteratura storiografica
- Austin Lane Poole, Filippo di Svevia e Ottone IV, cap. II, vol. V (Il trionfo del papato e lo sviluppo comunale) nella Storia del Mondo Medievale, 1999, pp. 54–93.
- Paul Fournier, "Il regno di Borgogna o d'Arles dal XI al XV secolo", cap. XI, vol. VII (L'autunno del Medioevo e la nascita del mondo moderno) della Storia del Mondo Medievale, 1999, pp. 383–410.